# Casilinum

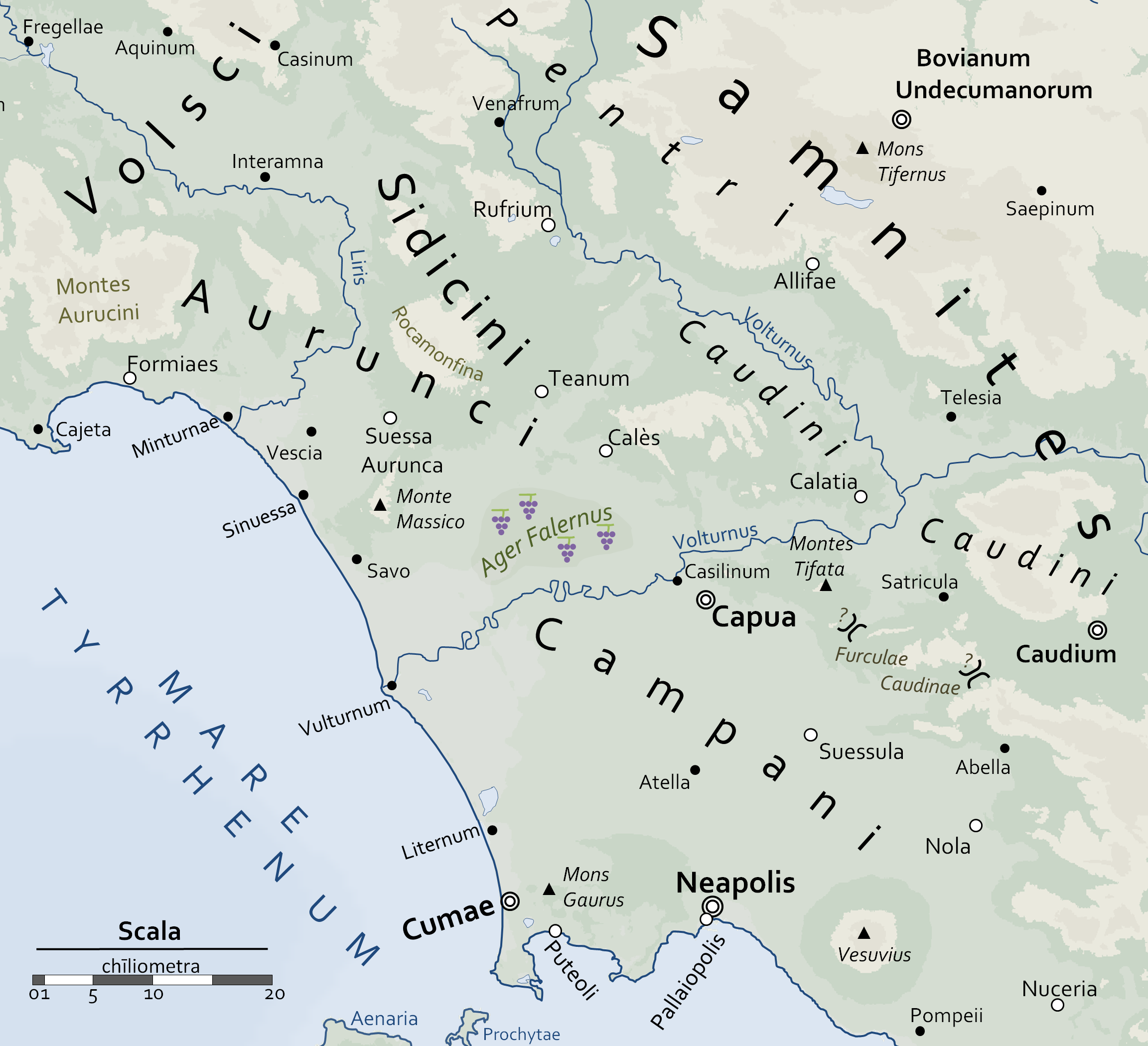
Casilinum localizado en el mapa del norte de la Campania, escenario de la batalla de Trifanum.

Casilinum fue una antigua ciudad de Campania (Italia), cercana a Capua.
Casilinum era inicialmente un puerto fluvial, estratégicamente situado, en la intersección de la Via Apia con la Via Latina, vigilando el principal puente, de tres ojos, que cruzaba el Volturnus (Volturno) y que todavía existe, por lo que adquirió gran importancia durante la República romana. En 217 a. C., Quinto Fabio Máximo estableció allí una guarnición para prevenir un ataque de Aníbal. En 216 a. C., después de la batalla de Cannas, un millar de soldados romanos, formado por latinos de Praeneste y etruscos de Perusia, se hicieron fuertes en la ciudad y se opusieron a Aníbal resistiendo el asedio, rindiéndose a causa del hambre. En 214 a. C. los romanos la reconquistaron.
Julio César estableció en Casilinum una colonia de veteranos, que Marco Antonio amplió, pero no conservó los derechos coloniales y entró en decadencia. Continuó existiendo durante el Imperio romano y estaba despoblada en el siglo IX. En 840, destruida Capua por los sarracenos, sus habitantes se refugiaron en la ciudad y la rebautizaron Capua.
Después de su despoblamiento y posterior repoblación con un nombre diferente, en la Edad Media se dio un nuevo nombre a la Via Latina, la Via Casilina (en referencia a Casilinum), que es el utilizado hasta el día de hoy.
- Datos: Q952753
- Multimedia: Casilinum / Q952753